# 无锡冷冻胚胎继承纠纷案
无锡冷冻胚胎继承纠纷案是中华人民共和国首例冷冻胚胎继承纠纷案，因为涉及失独老人和在法律上仍处空白的冷冻胚胎问题，引发了社会关注。
本案主要的争议是冷冻胚胎的法律地位。此外，本案还牵扯到代孕的问题，然而中华人民共和国禁止任何形式的代孕行为。

## 主要人物
- 原告：沈新南、邵玉妹，沈杰父母

- 被告：刘金法、胡杏仙，刘曦父母

- 第三人：南京鼓楼医院

## 事件经过
2010年，沈新南、邵玉妹之子沈杰和刘金法、胡杏仙之女刘曦于10月13日登记结婚。2012年4月6日，沈杰和刘曦取得生育证明。8月，沈杰和刘曦夫妻因原发性不孕症、外院反复促排卵及人工授精失败，在南京鼓楼医院施行体外受精-胚胎移植助孕手术。医院未对刘曦进行新鲜胚胎移植，而是当天冷冻4枚受精胚胎在鼓楼医院生殖中心冷冻保存。
2013年3月20日，沈杰驾驶苏B5U858车，在前往岳母家的途中发生侧翻撞到树木，同车的刘曦于当日死亡，沈杰也在5天后死亡。沈杰、刘曦夫妻双方的父母向鼓楼医院索取冷冻受精胚胎，但医院以先前卫生部出台的《人类辅助生殖技术规范》及《人类辅助生殖技术和人类精子库伦理原则》等文件不允许为由拒绝。11月，沈新南夫妇将亲家刘金法夫妇告到宜兴市人民法院，要求获得儿子儿媳遗留的冷冻胚胎的监管和处置权。由于胚胎属性及是否具有继承权尚未确定，法院将存放管理胚胎的鼓楼医院追加为第三人。
2014年5月15日，宜兴市人民法院一审判决，驳回原告的诉讼请求。9月17日，无锡市中级人民法院判决4枚冷冻胚胎由上诉人沈新南、邵玉妹和被上诉人刘金法、胡杏仙共同监管和处置。2017年，沈杰、刘曦夫妻双方的父母通过老挝的商业性代孕，于12月9日在广州产下一名男婴。

## 判决
2014年5月15日，宜兴市人民法院一审判决，驳回原告的诉讼请求，并给出如下判决理由：
1. 施行体外受精-胚胎移植手术过程中产生的受精胚胎具有发展为生命的潜能，含有未来生命特征的特殊之物，不能像一般之物一样任意转让或继承，故其不能成为继承的标的；
2. 对其（胚胎）权利的行使应受到限制，即必须符合我国人口和计划生育法律法规，不违背社会伦理和道德，并且必须以生育为目的，不能捐赠、买卖胚胎等；
3. 本案中沈杰与刘曦夫妻均已死亡，通过手术达到生育的目的已无法实现，故其夫妻俩人对手术过程中留下的胚胎所享有的受限制的权利不能被继承。

2014年9月17日，无锡市中级人民法院作出终审判决：
1. 撤销宜兴市人民法院（2013）宜民初字第2729号民事判决；
2. 沈杰、刘曦存放于南京鼓楼医院的4枚冷冻胚胎由上诉人沈新南、邵玉妹和被上诉人刘金法、胡杏仙共同监管和处置；
3. 驳回上诉人沈新南、邵玉妹其他诉讼请求。

无锡中院支持了沈杰、刘曦双亲的诉讼请求。法庭认为虽然鼓楼医院依据卫生部的相关规定拒绝将胚胎交给双方双亲，但相关规定并未否定权利人对胚胎享有的相关权利，且这些规定是卫生行政管理部门对相关医疗机构和人员在从事人工生殖辅助技术时的管理规定，鼓楼医院不得基于部门规章的行政管理规定对抗当事人基于私法所享有的正当权利。
无锡中院在判决书中给出了如下判决理由：
1. 沈杰、刘曦生前与南京鼓楼医院签订相关知情同意书，约定胚胎冷冻保存期为一年，超过保存期同意将胚胎丢弃，现沈杰、刘曦意外死亡，合同因发生了当事人不可预见且非其所愿的情况而不能继续履行，南京鼓楼医院不能根据知情同意书中的相关条款单方面处置涉案胚胎；
2. 在我国现行法律对胚胎的法律属性没有明确规定的情况下，结合本案实际，应考虑以下因素以确定涉案胚胎的相关权利归属：一是伦理。施行体外受精-胚胎移植手术过程中产生的受精胚胎，具有潜在的生命特质，不仅含有沈杰、刘曦的DNA等遗传物质，而且含有双方父母两个家族的遗传信息，双方父母与涉案胚胎亦具有生命伦理上的密切关联性。二是情感。沈杰、刘曦遗留下来的胚胎，成为双方家族血脉的唯一载体，承载着哀思寄托、精神慰藉、情感抚慰等人格利益。涉案胚胎由双方父母监管和处置，既合乎人伦，亦可适度减轻其丧子失女之痛楚；
3. 特殊利益保护。胚胎是介于人与物之间的过渡存在，具有孕育成生命的潜质，比非生命体具有更高的道德地位，应受到特殊尊重与保护。在沈杰、刘曦意外死亡后，其父母不但是世界上唯一关心胚胎命运的主体，而且亦应当是胚胎之最近最大和最密切倾向性利益的享有者。